# Fédération internationale pour la recherche en histoire des femmes
La Fédération internationale pour la recherche en histoire des femmes (FIRHF), en anglais : International Federation for Research in Women's History (IFRWH) est une organisation internationale dont le but est « d'encourager et de coordonner la recherche sur tous les aspects de l'histoire des femmes au niveau international... ».

## Histoire
La FIRHF est issue d'un projet mené à partir de 1975, essentiellement par des historiennes américaines. La fédération a été formellement fondée en 1987 lorsqu'elle devient membre du Comité international des sciences historiques. Le premier congrès est organisé en 1989 sur cinq jours au Bellagio Center de la Fondation Rockefeller par Mary Beth Norton et Karen Offen avec l'objectif de faire un premier état de l'art de l'histoire des femmes. Aucune historienne française ne participe à ce premier congrès dont les actes sont publiés sous le titre Writing Women's History : International Perspectives.
La première présidente est Ida Blom qui est restée membre honoraire du conseil d’administration jusqu'à sa mort,.

## Fonctionnement et activités
Les membres de la fédération sont de comités nationaux de chercheurs, au nombre de 37 en 2023, tels que le UK Women's History Network. ou le Comité national du Bangladesh. En France la fédération est représentée par Mnémosyne, association pour le développement de l'histoire des femmes et du genre depuis sa création en 2000,. La fédération diffuse une newsletter alimentée par les travaux des sections nationales.
La FIRHF est une organisation internationale affiliée au Comité international des sciences historiques ,.
La fédération organise ou co-organise des congrès ou colloques internationaux : celui de 2018 s'est tenu à l'Université Simon Fraser à Vancouver, Canada, sur le thème « Transnationalismes, Transgressions, Traductions »,. Celui de 2000 s'est tenu à Oslo sur le thème « Conflit et coopération dans les sites de coexistence culturelle : perspectives de l'histoire des femmes ». Le congrès 2024 qui aura lieu à Tokyo a pour thème : « Réflexions sur les enjeux majeurs de l'histoire des femmes ».